# 九戶政實之亂
九戶政實之亂（日语：九戸政実の乱），為南部氏一族的有力者九戶政實對南部家當主南部信直及進行奥州仕置的豐臣政權之反抗所引起的動亂。

## 起因

### 九戶勢的叛亂
九戶政實的弟弟九戶實親在南部家的後繼者爭奪戰中，敗給了南部（石川）信直，在信直以強勢的姿態成為當主後，讓九戶一族非常不滿，使信直與九戶一族之間產生了相當大的裂痕。
1590年6月，在南部信直率兵1000去參加小田原討伐時，留守中的九戶一族攻擊三戶南部氏的南盛義。結果南盛義陣亡，整個南部家中處於緊張狀態。於1591年3月13日時九戶一族正式舉兵，並且煽動八戶氏、櫛引氏、久慈氏、七戶氏及一戶氏等南部一族共同叛亂以擴大聲勢，政實也持續拉攏其他氏族加入己方，若不願加入者就攻打其城池。
沒料到事情會變得這麼嚴重的南部信直便率軍往一戶町布陣，並在北氏、名久井氏、野田氏、淨法寺氏等的協助下進行防守。然而隨著政實的勢力一天比一天更加茁壯，判斷無法靠己力解決此事的信直便趕快派遣兒子南部利直及重臣北信愛向豐臣氏請求援軍，於6月9日時豐臣秀吉接見他們以了解情勢。

### 奥州再仕置軍的進擊
此時除了九戶以外，由於對奥州仕置結果不滿，同時還發生了葛西大崎一揆、和賀稗貫一揆及仙北一揆等大規模的一揆動亂，秀吉便於6月20日下令編成鎮壓用的奧州再仕置軍。
於白河口配置豐臣秀次、德川家康共3萬兵力，仙北口配置上杉景勝、大谷吉繼，津輕方面配置前田利家、前田利長，相馬口配置石田三成、佐竹義重、宇都宮國綱，而伊達政宗、最上義光、津輕為信、秋田實季、小野寺義道及戶澤光盛在諸將的指揮下等待指示。率領前回奥州仕置軍的蒲生氏鄉，在平定一揆後北上與浅野長政合流，於8月下旬進入南部氏的領地，9月1日攻陷九戶勢的前線城池姉帶城及根反城，9月2日包圍九戶城。

## 九戶城之戰
九戶城西側有馬淵川、北側有白鳥川、東側有貓渕川，是個三方有河川圍繞的天然要害。
奧州再仕置軍於南側（城池正面）由蒲生氏鄉及堀尾吉晴布陣，東側（貓淵川）由浅野長政及井伊直政布陣，北側（白鳥川）由南部信直及松前慶廣布陣，西側（馬淵川）由津輕為信、秋田實季、小野寺義道及由利十二頭等布陣。其中松前慶廣甚至帶來愛奴人，以毒箭進行攻擊。
在豐臣軍不斷使用鐵砲、火箭、毒箭的猛烈攻擊之下，九戶軍確實瞭解到了實力差距，淺野長政於9月4日找來鳳朝山長興寺的薩天和尚為使者談判，以九戶政實出家為條件，由弟弟九戶實親率同七戶家國、櫛引清長、久慈直治、圓子光種、大里親基、大湯昌次、一戶實富等人，身著白裝束姿（出家姿）向再仕置軍投降。之後在蒲生、堀尾、浅野、井伊的聯署之下，公布給平民還住令。
而政實等主謀者被送到栗原郡三迫地區處刑，降伏時向豐臣軍表示希望能立下饒過投降將兵們性命的約定，但後來淺野長政與豐臣軍爽約，下令屠殺九戶一族。近代在九戶城（後來南部信直改名福岡城）的二之丸遺跡中挖掘到被斬首的女人屍骨。

## 結果
此亂之後，國內就沒有再對豐臣政權的組織性反抗行為，秀吉的天下統一自此完成。在這事件後，南部氏跟蒲生氏的關係就變成很好，如蒲生氏鄉就將女兒嫁給南部信直的兒子利直作為正室。而氏鄉跟淺野長政也勸信直將本據地往南方移動，因為領土調整過後南部氏的領地與伊達氏的領地有相接，伊達政宗是個知名的野心家，為了防範未然，這就是後來盛岡城建造的原因。